# チャン・リティー
チャン・リティー（Chan Rithy、1983年11月11日 - ）は、カンボジアの元サッカー選手。ポジションはミッドフィールダー（MF）。元カンボジア代表。
2010年からタイのクラブチームでプレーしたのちにカンボジアに復帰した。2017年を最後に現役を引退し、2018年にアンコールタイガーFCのスクールコーチに就任した。

## 個人成績
代表としてのゴール一覧。
| #  | 日附           | 場所         | 対戦相手       | 得点 | 結果 | 大会                         |
| -- | -------------- | ------------ | -------------- | ---- | ---- | ---------------------------- |
| 1. | 2006年4月1日   | ダッカ       | バングラデシュ | 1–2  | 敗北 | AFCチャレンジカップ2006      |
| 2. | 2006年11月20日 | バコロド     | 東ティモール   | 4–1  | 勝利 | 2007東南アジアサッカー選手権 |
| 3. | 2006年11月20日 | バコロド     | 東ティモール   | 4–1  | 勝利 | 2007東南アジアサッカー選手権 |
| 4. | 2007年8月19日  | ニューデリー | キルギス       | 3–4  | 敗北 | 2007ネルー・カップ           |
| 5. | 2008年5月28日  | プノンペン   | マカオ         | 3–1  | 勝利 | AFCチャレンジカップ2008      |